# Vriesea silva-petrea
Vriesea silva-petrea är en gräsväxtart som beskrevs av Edmundo Pereira och Raulino Reitz. Vriesea silva-petrea ingår i släktet Vriesea och familjen Bromeliaceae. Inga underarter finns listade i Catalogue of Life.